# Nacionalismo coreano
Nacionalismo coreano puede verse en dos contextos diferentes. Uno abarca varios movimientos a lo largo de la historia para mantener un identidad cultural, historia y etnicidad (o "raza"). Este nacionalismo étnico se forjó principalmente en oposición a la incursión y el dominio extranjeros. El segundo contexto abarca cómo cambió el nacionalismo coreano después de la partición en 1945. Hoy en día, el primero tiende a predominar.
El nacionalismo coreano a menudo se ha estructurado sobre un concepto de "sangre pura", o la creencia de que el pueblo coreano es una raza pura descendiente de un único antepasado. Invocado durante el período de resistencia al régimen colonial, La idea dio a los coreanos un sentido de homogeneidad étnica y orgullo nacional, y un catalizador potencial para la discriminación racial y el prejuicio.
La corriente dominante del nacionalismo en Corea del Sur tiende a ser de naturaleza romántica ( específicamente étnico o "racial"). Esta forma de nacionalismo "étnico" romántico a menudo compite con la identidad nacional "estatal" más formal y estructurada y la debilita. La falta de nacionalismo estatal de los surcoreanos se manifiesta de diversas maneras. Por ejemplo, no hay fiesta nacional en Corea del Sur. Corea del Sur que conmemora la fundación del estado en sí, ya que existe una controversia sobre si la República de Corea se estableció el 11 de abril de 1919, con la fundación del Gobierno provisional de la República de Corea, o el 15 de agosto de 1948, con el establecimiento del Gobierno de Corea del Sur.
El nacionalismo étnico romántico en Corea del Norte también tiene una gran importancia, aunque a diferencia de Corea del Sur, el nacionalismo estatal y el nacionalismo étnico no compiten sino que coexisten y se refuerzan mutuamente. Esto puede atribuirse a la ideología patrocinada por el Estado del juche, que utiliza la identidad étnica para mejorar el poder y el control del Estado.

## Historia

### Orígenes
Históricamente, los objetivos centrales del movimiento nacionalista de Corea fueron el avance y la protección de la antigua cultura y la identidad nacional de Corea de la influencia extranjera, y el fomento del movimiento de independencia durante el dominio japonés. Para obtener autonomía política y cultural, primero tuvo que promover la dependencia cultural de Corea. Por esta razón, el movimiento nacionalista exigió la restauración y preservación de la cultura tradicional de Corea. El movimiento campesino Donghak (Aprendizaje Oriental), también conocido como la Revolución Campesina Donghak, que comenzó en la década de 1870, podría verse como una forma temprana de lo que se convertiría en el movimiento de resistencia nacionalista coreano contra las influencias extranjeras. Le sucedió el movimiento del Ejército Justo y posteriormente una serie de movimientos de resistencia coreanos que condujeron, en parte, al estatus actual de las dos naciones coreanas.
Durante el período colonial, la política de asimilación del Imperio Japonés sostenía que coreanos y japoneses tenían un origen común, pero que los primeros siempre estaban subordinados. La teoría de la sangre pura se utilizó para justificar las políticas colonialistas y sustituir las tradiciones culturales coreanas por las japonesas, con el fin de supuestamente eliminar todas las distinciones y lograr la igualdad entre coreanos y japoneses. Como se hizo previamente con los ainu y los ryukyuanenses, la extensa política de genocidio cultural de Japón incluyó el cambio de nombres coreanos al japonés, el uso exclusivo del idioma japonés, la instrucción escolar en el "sistema ético" japonés y el culto sintoísta. Esta política fue un intento de asimilación forzada, en el que se suprimió el idioma, la cultura y la historia de Corea. Alrededor de la década de 1920, el término "gente vestida de blanco" (en hangul, 백의민족; McCune-Reischauer, paegŭiminjok) Se desarrolló como un término etnonacionalista para referirse al pueblo coreano. El término hacía referencia a la histórica práctica coreana de vestir ropa blanca. También surgió como respuesta a los intentos fallidos de Japón por erradicarla.

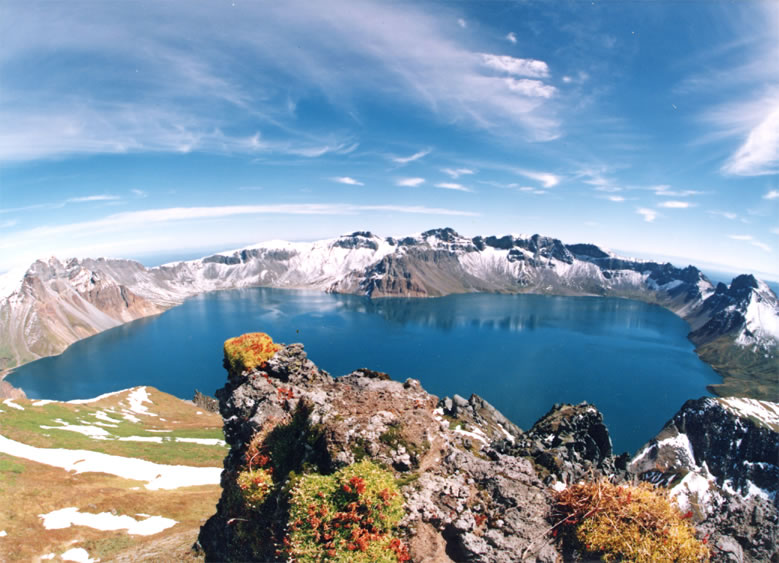
El lago celestial de la montaña Baekdu, donde se dice que Hwanung, el padre de Dangun, descendió del cielo, constituye la base de la leyenda de la pureza de sangre en Corea.

Shin Chae-ho (1880-1936), fundador de la historiografía nacionalista de la Corea moderna y activista del movimiento independentista coreano, publicó su influyente libro de historia reconstruida Chosŏn sanggosa (La historia temprana de Joseon) entre 1924 y 1922. En él, proclamó que los coreanos son descendientes de Dangun, el legendario ancestro del pueblo coreano, que se fusionó con los buyeo de Manchuria para formar el pueblo goguryeo. El nacionalismo Dangun (en hangul, 단군 민족주의; en hanja, 檀君民族主義) se basa en este principio. En el Movimiento Primero de Marzo, la Declaración de Independencia de Corea marcó la fecha de la declaración como era Dangun, y la identidad del minjok coreano y el sujeto de la independencia fueron establecidos como "los descendientes de Dangun".
Después de la liberación de Corea en la década de 1940, a pesar de la división entre Corea del Norte y Corea del Sur, ninguna de las partes cuestionó la homogeneidad étnica de la nación coreana basándose en la firme convicción de que son descendientes puros de un progenitor legendario y figura semidiós llamado Dangun, que fundó Gojoseon en 2333 a. C. basándose en la descripción del Tongguk t'onggam (1485).

## Paradigmas
Los paradigmas sobre el nacionalismo coreano recogen, además de los discursos modernistas y esencialistas, una tercera corriente que pretende destacar la singularidad del caso coreano. Dentro del paradigma esencialista existe la idea general de que la unidad étnica coreana es algo natural dado que todos los coreanos son descendientes de Dangun y que la nación coreana ha existido desde la época de Silla en el siglo VII. Esta visión de la nación es la más popular entre la mayoría del pueblo coreano. Los modernistas, por su parte, entienden la nación coreana como una construcción moderna producto de la ideología surgida como consecuencia de la apertura de los puertos coreanos y la entrada de Corea al sistema capitalista internacional a finales de la dinastía Joseon. En cuanto a la tercera corriente, si bien no acepta la teoría esencialista de la genuinidad atemporal de la nación coreana, sí que sugiere que Corea habría contado con una estabilidad territorial y un estado burocrático consolidado que habrían propiciado las bases sociales y culturales para una identidad étnica genuina, responsables de la rapidez del desarrollo del movimiento nacionalista en la península durante el siglo XIX.